# Jubileo de plata de Jorge V del Reino Unido
El Jubileo de Plata de Jorge V se celebró el 6 de mayo de 1935, año que marcó los 25 años de Jorge V como Rey del Reino Unido y los Dominios Británicos, y Emperador de la India. El Jubileo estuvo marcado con eventos populares a gran escala en Londres y el resto del Reino Unido en mayo de 1935. Fue la primera celebración del Jubileo de Plata de cualquier monarca británico en la historia. El rey murió menos de un año después.

## Celebraciones
Las Celebraciones del Jubileo de Plata en Londres comenzaron con una procesión de carruajes a través de Londres hasta la Catedral de San Pablo para un servicio nacional de acción de gracias el 6 de mayo de 1935. Fue seguida por otra procesión de regreso al Palacio de Buckingham, donde la Familia Real apareció en el balcón. Al Rey y la Reina se unieron miembros de la Familia Real, incluida la Reina Maud de Noruega, el Príncipe de Gales, el Duque y la Duquesa de York, la Princesa María y el Conde de Harewood, el Duque de Gloucester y el Duque y la Duquesa de Kent. Debido a la demanda popular, el Rey saludó desde el mismo balcón durante unos días consecutivos más tarde en la misma semana.
El día del Jubileo fue declarado feriado bancario y se llevaron a cabo celebraciones en todo el Reino Unido con fiestas en el jardín, desfiles y eventos deportivos.  A las 20 horas se retransmitió el discurso del Jubileo del Rey. Dio gracias "desde lo más profundo de su corazón a su querido pueblo" en su nombre y en el de la Reina María, por las conmemoraciones del Jubileo.
Durante todo el mes de mayo, el Rey siguió dando paseos en carruaje por Londres. También tomó uno por el norte de Londres para el cumpleaños de la Reina el 26 de mayo, durante el cual estuvieron acompañados por sus dos nietas: las princesas Isabel y Margarita de York.
El Jubileo también estuvo marcado con un baile para dos mil invitados en el Palacio de Buckingham el 14 de mayo, una Exposición del Imperio y la Apertura Estatal del Parlamento. El alcalde de Londres ofreció una recepción en honor del rey y la reina, a la que también asistieron el príncipe de Gales y el duque y la duquesa de York.
Durante las celebraciones del Jubileo, el Rey recibió una gran cantidad de telegramas de todo el imperio y de todo el mundo, con cálidos deseos, tanto de los líderes mundiales como de sus súbditos. La reacción del público a las apariciones de Jorge V durante las jubilosas celebraciones solo confirmó la popularidad de una celebración del Jubileo, así como la estima en que se tenía al Rey.

## Otras celebraciones
Se creó una Medalla del Jubileo de Plata para conmemorar el Jubileo. Fue otorgado a los miembros de la Familia Real y funcionarios seleccionados del estado, funcionarios y servidores de la Casa Real, ministros, funcionarios del gobierno, alcaldes, servidores públicos, funcionarios del gobierno local, miembros de la marina, el ejército, la fuerza aérea y la policía en Gran Bretaña, sus colonias y dominios.
El Jubileo estuvo marcado por un montón de diferentes recuerdos del Jubileo.  Cada niño nacido el día del Jubileo (6 de mayo de 1935) recibió una copa especial de plata conmemorativa. Royal Mint también lanzó una moneda de corona de plata para conmemorar el Jubileo. Se emitieron juegos de sellos específicos para el Jubileo en el Reino Unido y los dominios, incluidas emisiones en Australia, Canadá, India, Nueva Zelanda y Sudáfrica.
El Banco de Canadá emitió su primer billete conmemorativo para conmemorar el Jubileo de Plata del Rey. Era un billete de $25 en la Serie 1935. El billete de banco púrpura real se emitió el 6 de mayo de 1935 y es el único billete de $ 25 emitido por el Banco de Canadá.
Una montaña en el Parque Provincial Strathcona en la isla de Vancouver en la Columbia Británica, Canadá, recibió el nombre de Monte George V en honor a George V, para conmemorar su jubileo de plata en 1935.
En Sungai Petani, Malasia, se construyó una torre de reloj de 12,1 m en la calle principal, Jalan Ibrahim, en 1936. La torre, coronada por una estructura en forma de cúpula, fue un regalo de Lim Lean Teng al rey Jorge V y la reina María a conmemorar el Jubileo de Plata.
El Jubilee Pool, un Lido junto al mar al aire libre, se inauguró en Penzance, Cornualles, para conmemorar el Jubileo.
Para el Jubileo de Plata de 1935, se creó la primera versión del pollo Jubileo, y se basó en pollo aderezado con mayonesa y curry en polvo.

## Galería

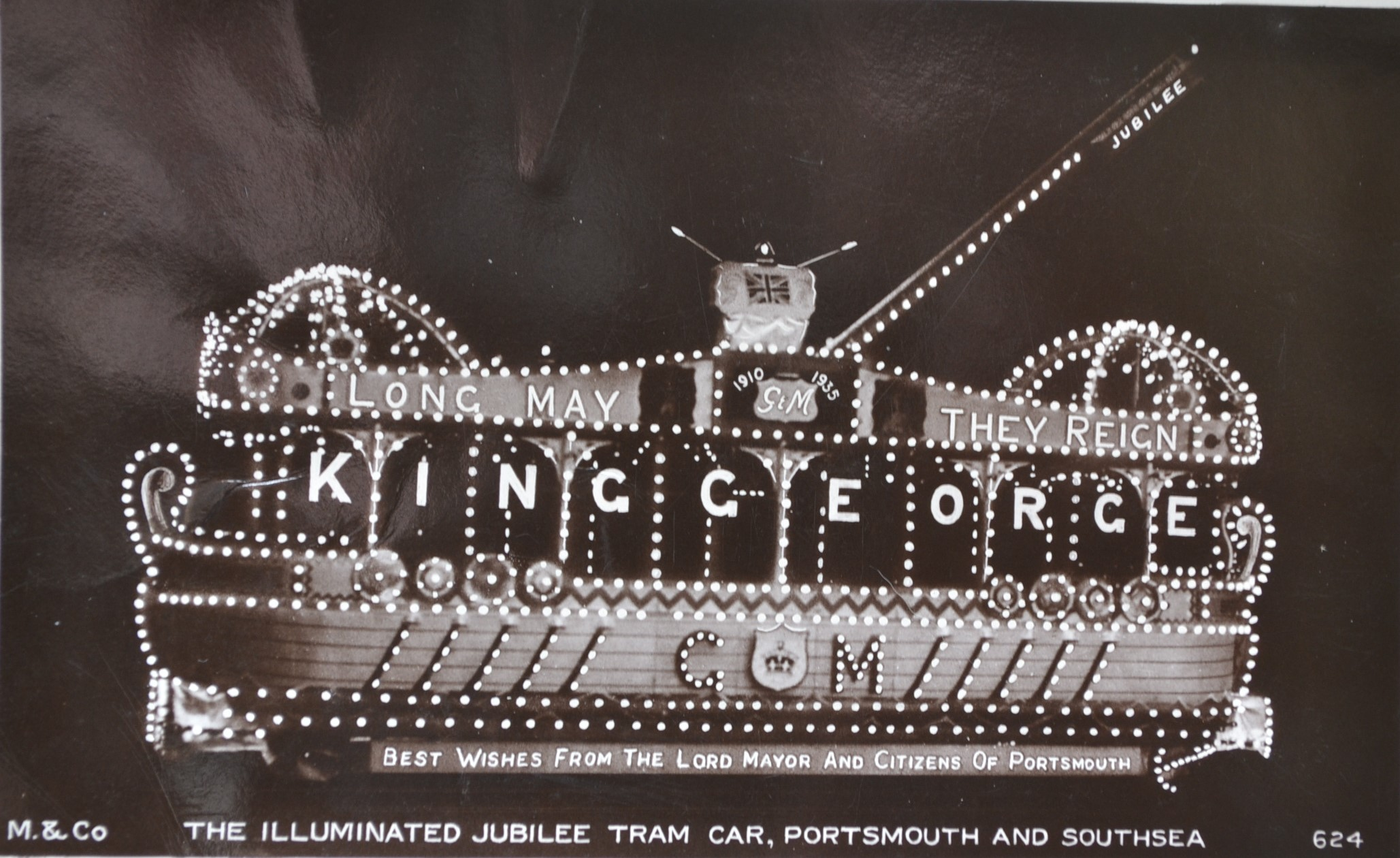
Una postal que muestra un tranvía iluminado de Portsmouth Corporation Tramways celebrando el Jubileo de Plata del Rey
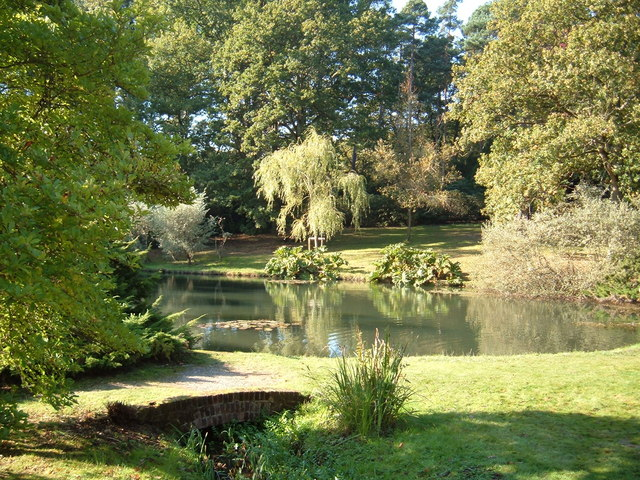
Estanque del Jubileo en Exbury Gardens, creado para celebrar el Jubileo de Plata de Jorge V
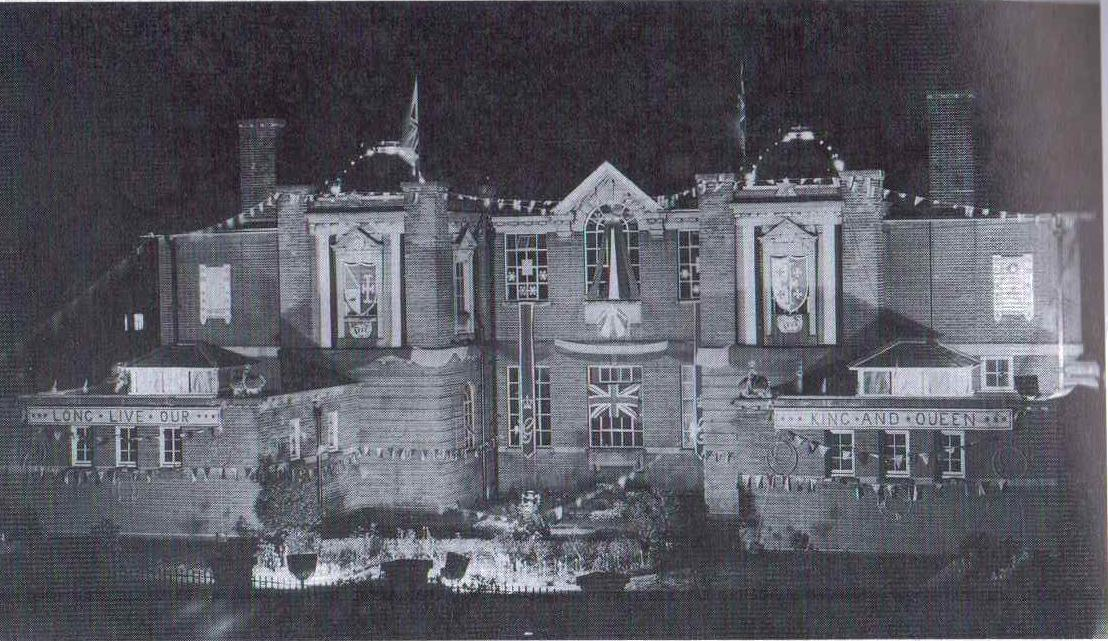
Un Empavesado escolar iluminado para conmemorar el Jubileo de Plata del Rey en 1935
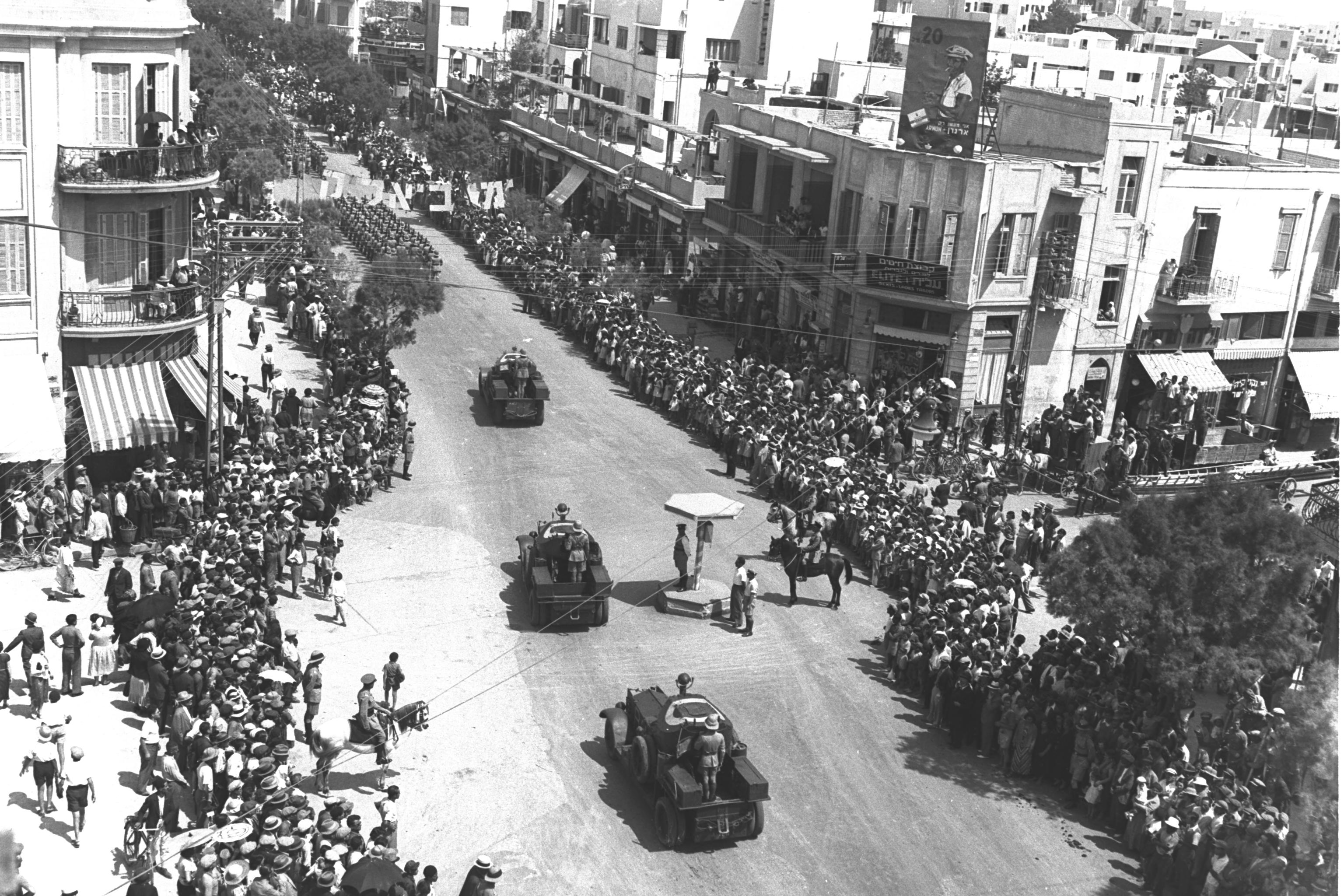
Vehículos blindados británicos desfilando por la calle Allenby en Tel Aviv, en honor del Jubileo de Plata del Rey Jorge V
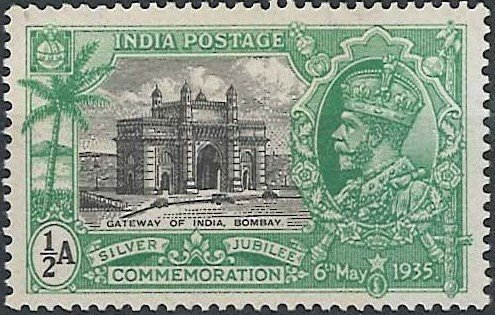
Un sello indio que conmemora el Jubileo de Plata de Jorge V, emperador de la India
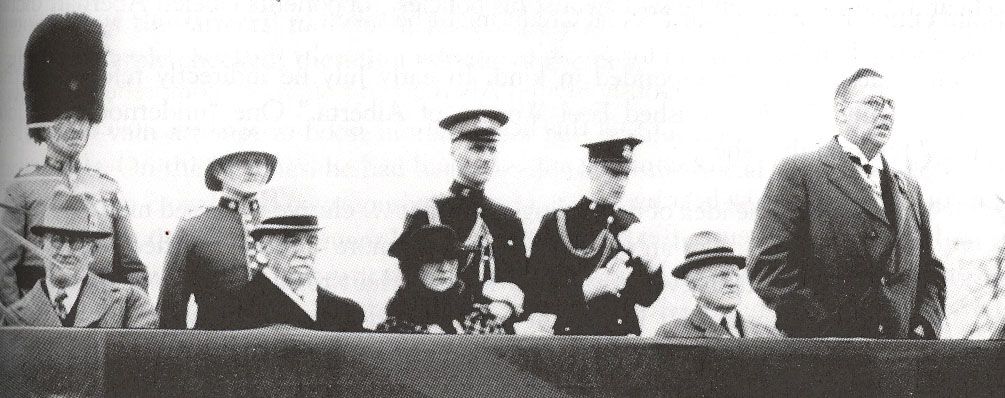
El primer ministro de Alberta, Richard Reid, hablando con motivo del Jubileo de Plata del Rey Jorge V
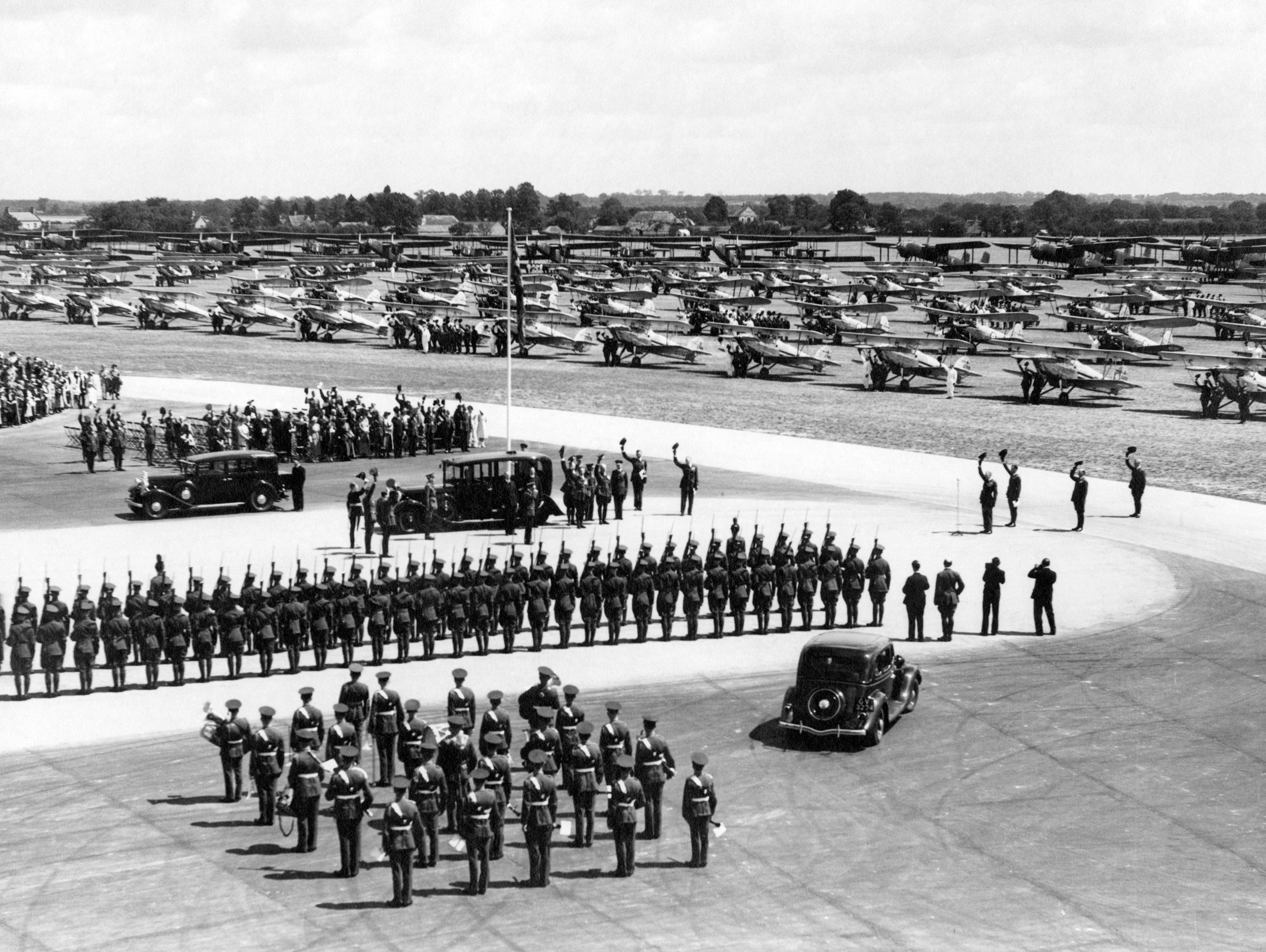
La Guardia de Honor saludando al Rey Jorge V a su llegada a Mildenhall el 6 de julio de 1935 para la Revisión del Jubileo de Plata de la Royal Air Force
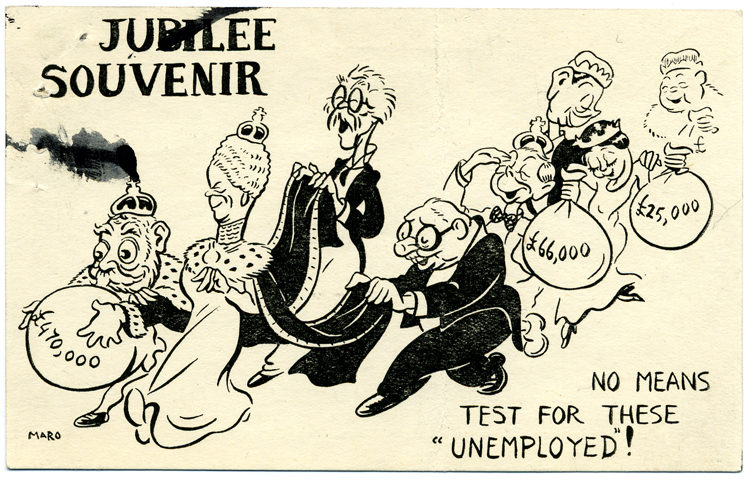
¡No hay prueba de medios para estos 'parados'! de Maro. El gasto público para el Jubileo de Plata en medio de una depresión financiera provocó cierta controversia.
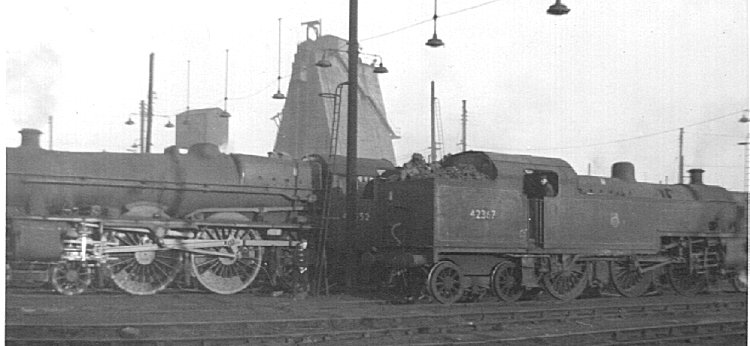
El LMS Jubilee Class 5552 Silver Jubilee-45552 Silver Jubilee (izquierda) fue bautizado especialmente en honor del Jubileo de Plata de Jorge V.
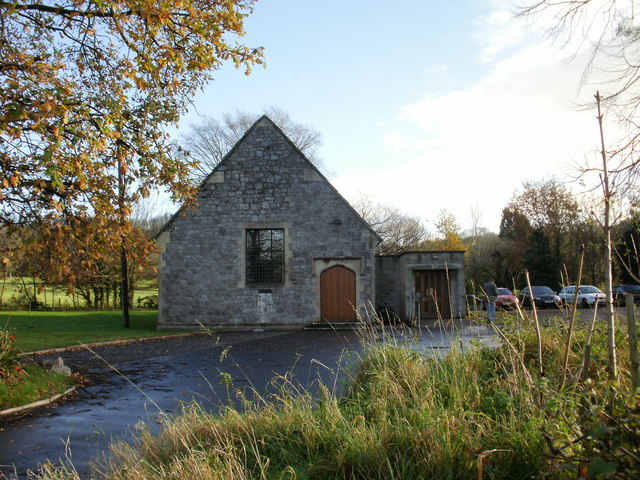
El Cleeve Village Hall, erigido en 1936, para conmemorar el Jubileo de Plata de Jorge V
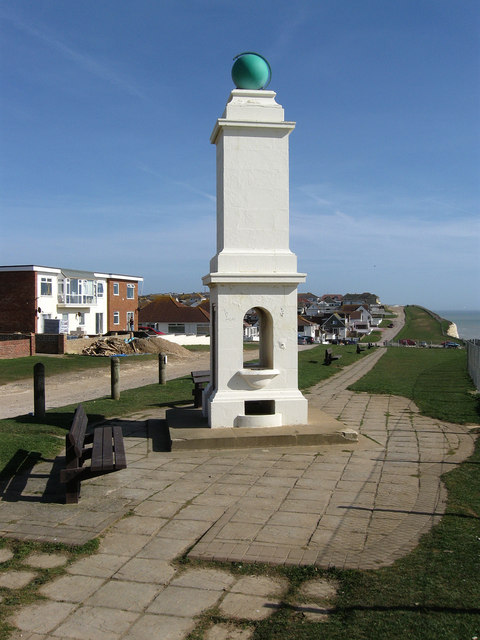
El Meridian Monument en Peacehaven, Inglaterra, construido en 1936 para conmemorar el Jubileo de Plata de Jorge V
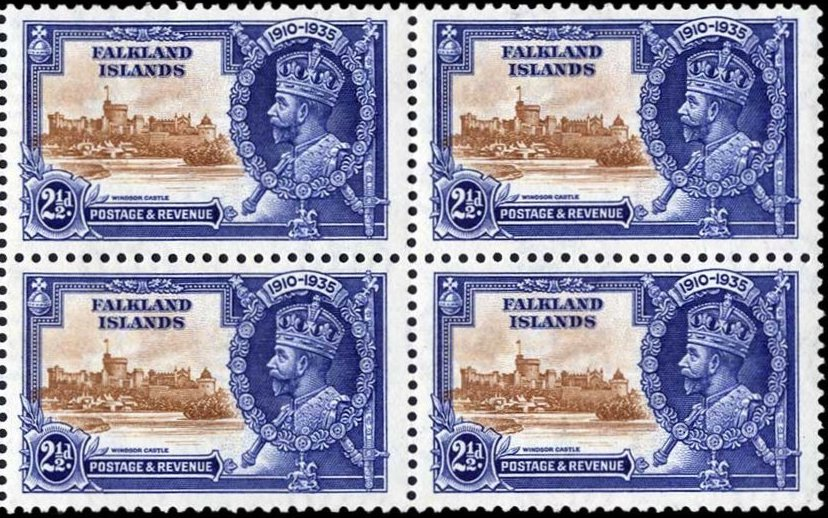
Sellos de las Islas Malvinas que marcan el Jubileo de Plata del Rey Jorge V